# Olympische Winterspiele 1948/Teilnehmer (Liechtenstein)
| Gelbes Symbol für Goldmedaillen mit stilisierten Olympischen Ringen | Graues Symbol für Silbermedaillen mit stilisierten Olympischen Ringen | Braundes Symbol für Bronzemedaillen mit stilisierten Olympischen Ringen |
| ------------------------------------------------------------------- | --------------------------------------------------------------------- | ----------------------------------------------------------------------- |
| —                                                                   | —                                                                     | —                                                                       |

Liechtenstein nahm an den V. Olympischen Winterspielen 1948 in St. Moritz mit einer Delegation von 10 Athleten teil. Fahnenträger war der Skilangläufer Christof Frommelt.
| Männliche Teilnehmer aus Liechtenstein | Männliche Teilnehmer aus Liechtenstein               | Männliche Teilnehmer aus Liechtenstein | Männliche Teilnehmer aus Liechtenstein | Männliche Teilnehmer aus Liechtenstein |
| Sportart                               | Sportler                                             | Disziplin                              | Platz                                  | Bemerkung                              |
| -------------------------------------- | ---------------------------------------------------- | -------------------------------------- | -------------------------------------- | -------------------------------------- |
| Ski Alpin                              | Franz Beck                                           | Abfahrt                                | 55                                     |                                        |
| Ski Alpin                              | Franz Beck                                           | Kombination                            | 47                                     |                                        |
| Ski Alpin                              | Max Gassner                                          | Abfahrt                                | 73                                     |                                        |
| Ski Alpin                              | Max Gassner                                          | Kombination                            | 62                                     |                                        |
| Ski Alpin                              | Constantin von Liechtenstein                         | Abfahrt                                | 99                                     |                                        |
| Ski Alpin                              | Poldi Schädler                                       | Abfahrt                                | 79                                     |                                        |
| Ski Alpin                              | Poldi Schädler                                       | Kombination                            | 50                                     |                                        |
| Ski Alpin                              | Theodor Sele                                         | Abfahrt                                | 90                                     |                                        |
| Ski Alpin                              | Theodor Sele                                         | Kombination                            | 58                                     |                                        |
| Ski Nordisch                           | Christof Frommelt Arthur Meier Xaver Frick Egon Matt | 4 × 10 km Langlauf                     | 11                                     |                                        |
| Ski Nordisch                           | Christof Frommelt                                    | 18-km-Langlauf                         | 79                                     |                                        |
| Ski Nordisch                           | Egon Matt                                            | 18-km-Langlauf                         | 82                                     |                                        |
| Ski Nordisch                           | Erwin Jehle                                          | 18-km-Langlauf                         | 83                                     |                                        |